# أداماري لوبيز
ولدت آداماري لوبيز يوم 18 مايو 1972 في هوماكو، بورتو ريكو.

## حياتها المهنية
بدأت حياتها المهنية كممثلة وهي في عمر ال8 سنوات في مسلسل Maria أوجينيا حيث ظهرت مواهبها لتنتقل لتمثيل المغامر، يوسي الكاذبة وبيبيراباتي.
عندما بلغت 12 سنة مثلت في ملاك الحيّو ديانا كارولينا وهو إنتاج مشترك بين بورتو ريكو وفنزويلا ثم عادت إلى بلادها ومثلت في عدة مسرحيات مثل روميو وجوليات وبانوراما عند الجسر وشاركت أيضا في عدة أفلام مثل الجميلة سارا، أبطال بلد آخر، الجنةالضائعة ولاغواغو آرنيا وجميعها من إنتاج الولايات المتحدة الأمريكية.
في بورتو ريكو نالت جائزة أحسن ممثلة ثانوية في مهرجان Tv y تيلينوفيلا عام 1992, آداماري حصلت على أول أدوارها البطولية في نفس السنة.
عام 1993 حصلت على جائزة عن دورها في مسلسل كتب وأحلام.

## الهجرة إلى المكسيك
عام 1999 وبسبب الأوضاع السياسية السيئة في بورتوريكو سافرت إلى المكسيك من اجل العمل مع شركة تليفيزا العالمية وقامت ببطولة دونيا كاميلا وحماقة الحب وبهذه الأعمال وصلت إلى الشهرة العالمية وصارت ممثلة دولية.

## بعد النجاح
عام 2001 عملت بجانب غابريال سوتو، لودويكا باليتا، انجيليكافالي، إران دي توري وإريك ديل كاستييو في مسلسل صديقات وعدوات.
و عام 2002 حصلت على دور في مسلسل القطة المتوحشة في فنزويلا.
عام 2004 عادت إلى المكسيك وشاركت في مسلسلالمرأة الجافة مع إديث غونزالس وغابريال سوتو تحت إنتاج إميليو لاروسا وقامت بدور لوكريسيا.
عام 2007 شاركت في مسلسل bajo las riendas del amor مع غابريال سوتو وادريانا فونسيكا وقامت بدور الشريرة وعام 2008 قامي بدور في مسلسل روح عائلة هيارو دائما مع تلفيزا.

## حياتها الشخصية
مطلقة من الممثل والمغني لويس فونسي منذ 2006.

## أعمالها
- ماريا مارسيديس 1979 بورتوريكو
- ديانا كارولينا 1983 بورتوريكو
- ملاك الحي 1983 بورتوريكو
- كتب وأحلام 1993 بورتوريكو
- دونا كاميلا 1999 المكسيك
- حماقة الحب 1999 المكسيك
- صديقات وعدوات 2001 المكسيك
- القطة المتوحشة 2002 فنزويلا
- المرأة الجافة 2004 المكسيك
- تحت خيوط الحب 2007 المكسيك
- روح عائلة ن هيارو 2008 المكسيك

## وصلات خارجية
- أداماري لوبيز على موقع IMDb (الإنجليزية)
- أداماري لوبيز على موقع أول موفي (الإنجليزية)
- أداماري لوبيز على موقع قاعدة بيانات الفيلم (الإنجليزية)
- أداماري لوبيز على موقع كينوبويسك (الروسية)